# 柳京烈
柳 京烈（ユ キョンヨル、朝鮮語: 유 경렬、1978年8月15日 - ）は、大韓民国のサッカー選手。元大韓民国代表。ポジションはDF。

## クラブ歴
檀国大学校卒業後、兵役のため尚武に加入した。その後2003年に蔚山現代FCに移籍、2004年と2005年にはKリーグベストイレブンに選ばれた。
2011年2月28日に大邱FCに2年契約で移籍
。2012年には白珉喆から主将の座を受け継いだ。2014年に安南市FCに移籍、大邱FC主将は安相賢に受け継がれた。